# Atletica leggera ai Giochi della IV Olimpiade - Salto in alto
La competizione del salto in alto di atletica leggera dei Giochi della IV Olimpiade si tenne il giorno 21 luglio 1908 allo Stadio di White City a Londra.

## L'eccellenza mondiale
| Record olimpico: 1900    | 1,90  | Irving Baxter | Rit. 1903 |
| Primat. mondiale stag.le | 1,905 | Con Leahy     | Presente  |

1. ↑  Conversione metrica della misura inglese di 6 piedi e 3 pollici.
2. ↑  Leahy è di nazionalità irlandese.

Non è presente il campione di Saint Louis, ma è presente il campione di Atene 1906, l'irlandese Con Leahy.

## Risultati

### Turno eliminatorio
Tutti i 22 iscritti hanno diritto a tre salti. Poi si stila una classifica. I primi otto disputano la finale.
Gli otto finalisti si portano dietro i risultati della qualificazione.
La miglior prestazione appartiene a Harry Porter (USA), che con 1,905 m stabilisce il nuovo record olimpico.
| Pos. | Atleta              | Nazione     | Misura Piedi - Pollici | Misura Metri |
| ---- | ------------------- | ----------- | ---------------------- | ------------ |
| 1    | Harry Porter        | Stati Uniti | 6 - 3                  | 1,905        |
| 2    | Con Leahy           | Regno Unito | 6 - 2                  | 1,879        |
| 2    | Géo André           | Francia     | 6 - 2                  | 1,879        |
| 4    | Herbert Gidney      | Stati Uniti | 6 - 1                  | 1,854        |
| 4    | Tom Moffitt         | Stati Uniti | 6 - 1                  | 1,854        |
| 4    | István Somodi       | Ungheria    | 6 - 1                  | 1,854        |
| 7    | Neil Patterson      | Stati Uniti | 6 - 0                  | 1,828        |
| 8    | Axel Hedenlund      | Svezia      | 5 - 10 7/8             | 1,800        |
| 9    | Otto Monsen         | Norvegia    | 5 - 10 3/4             | 1,797        |
| 10   | Pat Leahy           | Regno Unito | 5 - 10                 | 1,778        |
| 11   | Edward Leader       | Regno Unito | 5 - 9 3/4              | 1,771        |
| 11   | George Barber       | Canada      | 5 - 9 3/4              | 1,771        |
| 11   | Haswell Wilson      | Regno Unito | 5 - 9 3/4              | 1,771        |
| 14   | József Haluzsinszky | Ungheria    | 5 - 7 7/8              | 1,724        |
| 15   | Henry Olsen         | Norvegia    | 5 - 7 3/4              | 1,720        |
| 15   | Garfield MacDonald  | Canada      | 5 - 7 3/4              | 1,720        |
| 17   | Lauri Wilskman      | Finlandia   | 5 - 6                  | 1,676        |
| 17   | Lauri Pihkala       | Finlandia   | 5 - 6                  | 1,676        |
| 17   | Folke Hellstedt     | Svezia      | 5 - 6                  | 1,676        |
| 17   | Léon Dupont         | Belgio      | 5 - 6                  | 1,676        |
| 21   | Herman van Leeuwen  | Paesi Bassi | 5 - 5                  | 1,651        |
| 22   | Al Bellerby         | Regno Unito | 5 - 2,5                | 1,587        |

### Finale
Si parte da 1,879. Porter e Lehay vanno su al primo tentativo; l'ungherese Somodi al secondo e il giovane francese Géo André (19 anni) al terzo.

Si passa a 1,905. Solo Porter ce la fa (al primo tentativo); gli altri sbagliano tre volte. L'americano vince l'oro. Poi chiede di alzare l'asticella a 1,975, ma è troppo anche per lui.
Per il secondo e terzo posto non vengono effettuati i salti di spareggio. I tre concorrenti giunti a pari merito ottengono tutti l'argento.
| Pos.    | Atleta         | Età | Nazione     | Misura Piedi - Pollici | Misura Metri | Misure e tentativi | Misure e tentativi | Misure e tentativi |
| Pos.    | Atleta         | Età | Nazione     | Misura Piedi - Pollici | Misura Metri | 1,879              | 1,905              | 1,975              |
| ------- | -------------- | --- | ----------- | ---------------------- | ------------ | ------------------ | ------------------ | ------------------ |
| Oro     | Harry Porter   | 26  | Stati Uniti | 6 - 3                  | 1,905 =      | O                  | O                  | XXX                |
| Argento | Con Leahy      | 28  | Regno Unito | 6 - 2                  | 1,879        | O                  | XXX                | -                  |
| Argento | István Somodi  | 23  | Ungheria    | 6 - 2                  | 1,879        | XO                 | XXX                | -                  |
| Argento | Géo André      | 19  | Francia     | 6 - 2                  | 1,879        | XXO                | XXX                | -                  |
| 5       | Herbert Gidney | 27  | Stati Uniti | 6- 1                   | 1,854        | -                  | -                  | -                  |
| 5       | Tom Moffitt    | 24  | Stati Uniti | 6- 1                   | 1,854        | -                  | -                  | -                  |
| 7       | Neil Patterson | 23  | Stati Uniti | 6 - 0                  | 1,828        | -                  | -                  | -                  |
| 8       | Axel Hedenlund | 20  | Svezia      | 5 - 11                 | 1,800        | -                  | -                  | -                  |

Lo stile del vincitore non è più una semplice sforbiciata: il busto si avvita nel passaggio sull'asticella e le braccia hanno una funzione determinante nello spiccare il salto. 

Secondo il regolamento in vigore dal 1948 in poi Leahy avrebbe vinto l'argento, Somody il bronzo mentre André sarebbe arrivato quarto.